# Paramonacanthus choirocephalus
Paramonacanthus choirocephalus är en fiskart som först beskrevs av Pieter Bleeker 1852.  Paramonacanthus choirocephalus ingår i släktet Paramonacanthus och familjen filfiskar. Inga underarter finns listade i Catalogue of Life.